# 7173 Sepkoski
A 7173 Sepkoski (ideiglenes jelöléssel 1988 PL1) egy kisbolygó a Naprendszerben. Carolyn Shoemaker és Eugene Merle Shoemaker fedezte fel 1988. augusztus 15-én.